# 순음 (물리)
심리음향학에서 순음은 정현파형의 소리이다. 즉, 일정한 주파수, 위상 변이 및 진폭의 사인파이다. 확장하면 신호 처리에서 단일 주파수 톤 또는 순수 톤은 순수한 정현파 신호(예: 전압)이다. 순음은 실제 값의 파동 모양 중에서 고유한 특성을 갖고 있다. 즉, 선형 시불변 시스템에 의해 파동 모양이 변하지 않는다. 즉, 그러한 시스템의 순음 입력과 출력 사이에는 위상과 진폭만 변경된다.

순음의 압력 파형 대 시간은 다음과 같다. 주파수는 x축 스케일을 결정한다. 진폭은 y축 스케일을 결정한다. 그 위상은 x 원점을 결정한다.

사인파와 코사인파는 더 복잡한 파동의 기본 구성 요소로 사용될 수 있다. 서로 다른 주파수를 갖는 추가 사인파가 결합되면 파형이 정현파 모양에서 더 복잡한 모양으로 변환된다. 전체 스펙트럼의 일부로 간주되는 경우 순음은 스펙트럼 구성 요소라고도 한다.
임상 청력학에서는 다양한 주파수에서 청력 역치를 특성화하기 위해 순음 청력검사에 순음이 사용된다. 소리 위치 파악은 다른 소리보다 순음에서 더 어려운 경우가 많다.

## 같이 보기
- 소리
- 음높이
- 고른음